# Джессіка Маубой
Джесіка Гільда Мавбой (англ. Jessica Hilda Mauboy; нар. 4 серпня 1989, Дарвін, Австралія)  — австралійська поп і R&B співачка, авторка пісень, акторка.

## Життєпис
Народилася і виросла в Дарвіні. Маубой стала відомою у 2006 році завдяки участі в четвертому сезоні «Australian Idol» — австралійський варіант «Американського Ідолу», де вона посіла друге місце, програвши в фіналі співаку Дейміен Лізу, а згодом уклала угоду із звукозаписувальною компанією Sony Music Australia.
Незабаром після релізу концертного альбому The Journey, що містив записи її виступів на «Ідолі», Маубой стала частиною дівочого гурту Young Divas. Вже у 2007 році Маубой випустила свій дебютний альбом Been Waiting, який отримав подвійну платинову сертифікацію від Австралійської асоціації компанії звукозапису
Другий студійний альбом Маубой  Get 'Em Girls (2010) звучав більш характерно для стилю R&B, ніж її попередній альбом і містив чотири сингли, що стали платиновими. Її третій студійний альбом Beautiful (2013), який представлений сумішшю танцювальних треків з R&B і поп.
Також Джесіка Маубой зіграла головні ролі у фільмах «Bran Nue Dae» (2010) та The Sapphires (2012), завдяки чому отримала премію AACTA за найкращу жіночу роль.
У 2016 році Маубой повернулася на акторську сцену і зіграла головну роль в двох сезонах драматичного серіалу «The Secret Daughter». Маубой також випустила альбом, що складається зі саундтреків до цього серіалу.
Маубой, вперше для Австралії, побувала на сцені Пісенного конкурсу Євробаченя. Тоді вона виступила у інтервал-акті Євробачення 2014, Копенгаген, Данія.
11 грудня 2017 року було оголошено, що Джесіка Маубой представить Австралію на Євробаченні 2018 в Лісабоні, Португалія.